# 3 Gars Su'l Sofa
3 Gars Su'l Sofa est un groupe canadien de folk rock, originaire de Jonquière, au Québec. Il est basé à Montréal. Le groupe est un trio composé du guitariste et chanteur Nicola Morel, du bassiste et chanteur Guillaume Meloche-Charlebois et du guitariste et chanteur Guillaume Monette.

## Biographie

### Débuts
Formé en 2003 au Saguenay, alors que tous les trois étudiaient au Cégep de Jonquière, le groupe participe en 2004-2005 à l'émission et à l'album les Pourris de Talent sur Musique Plus. Plusieurs autres artistes dont Pascale Picard et le groupe The Hot Springs participent également à l'émission et à l'album collectif. Le groupe sort ensuite un EP autoproduit intitulé La Collation

### Des cobras, des tarentules

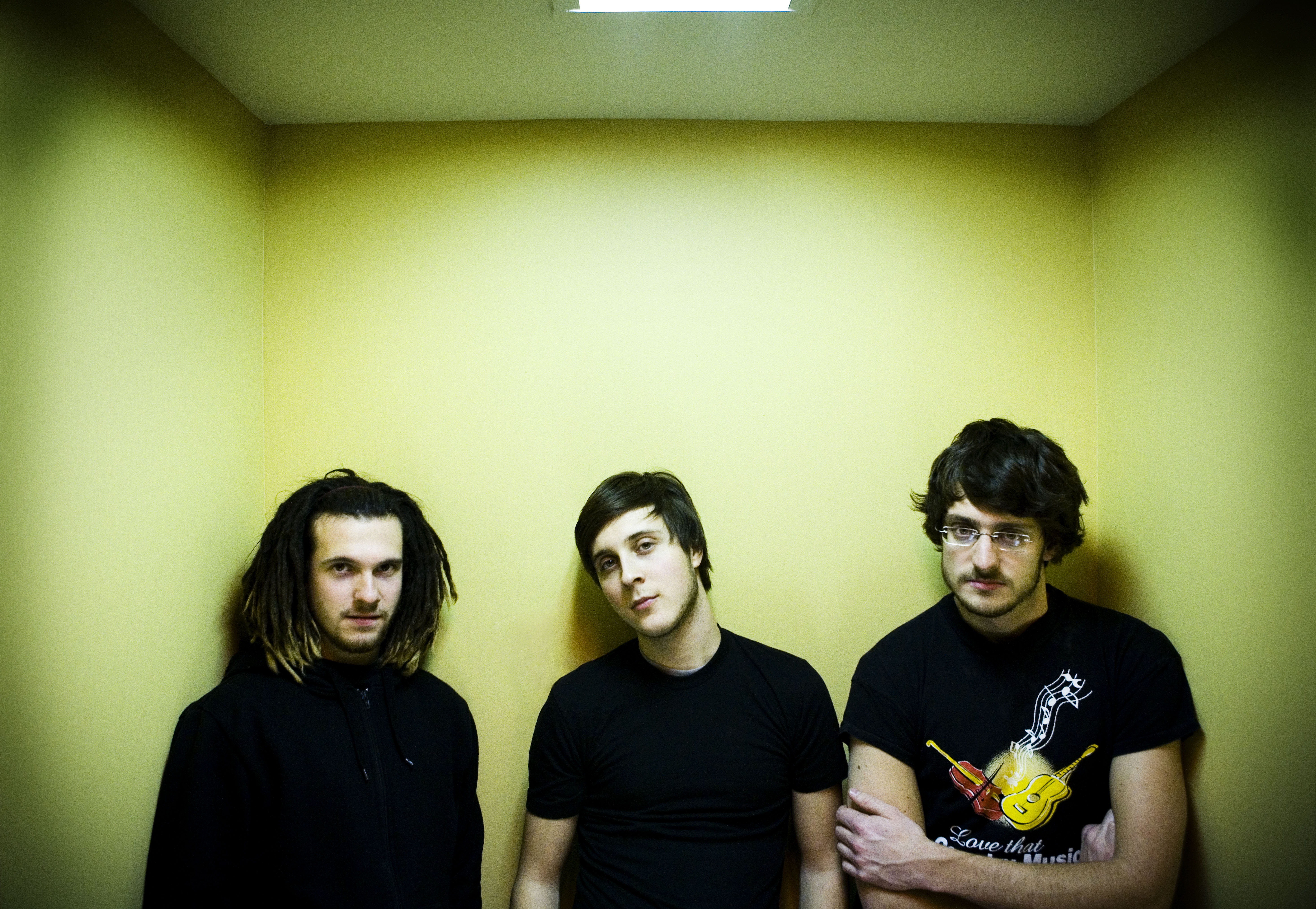
3 Gars Su'l Sofa en 2006.

3 Gars Sul' Sofa lancent leur premier album, intitulé Des Cobras, des tarentules, au mois de mars 2007, réalisé par Claude Champagne. Son contenu est qualifié de chansons « courtes, bien ficelées, amusantes et légères ».
Le premier extrait de l'album, la chanson Véronique, se classe dans les palmarès de différentes radios au Québec. Les autres singles extraits de l'album sont, successivement, les chansons À la Plage, Samedi et L'été. La même année, le groupe remporte deux des bourses Rideau, les Prix Acadie-Rideau et XM Radio Satellite-Rideau, et est en nomination dans les catégories Découverte et Groupe de l'Année au Gala de l'ADISQ respectivement lors de l'édition 2007 et lors de l'édition 2008
En 2007, le groupe fait partie de la dernière cuvée des Sacré Talent!, une initiative présenté et appuyé par la radio et la télévision de Radio-Canada. De cette même cuvée on retiendra aussi les noms de Alfa Rococo, Tricot Machine et Catherine Major. La tournée Des cobras, des tarentules verra la présentation d'environ 200 spectacles, au Québec, dans l'Ouest canadien, dans les Maritimes ainsi qu'en Europe. Le dernier spectacle de la tournée a lieu lors des Coups de cœur francophones présentés à Toronto.

### Cerf-Volant
Le groupe lance un deuxième album intitulé Cerf-Volant le 28 avril 2009.
En décembre 2011, le groupe lance une 2e chanson de noël intitulée Manuel de Noël et publiée sous l'étiquette de disques La Tribu. En décembre 2012, le groupe lance une 3e chanson de noël nommée Pas de cadeaux pour elle, publié sous l'étiquette de disques La Tribu.

### Couteau bongo
Le 20 février 2013, le groupe lance son album Couteau bongo, sous l'étiquette de disques La Tribu. En juin 2014, le groupe annonce sur sa page Facebook qu'il prenait une pause indéfinie de ses activités musicales pour laisser la place à d'autres projets. Aucun autre spectacle et aucune autre chanson n'ont été produite depuis.

## Membres
- Nicola Morel - chant, guitare
- Guillaume Monette - chant, guitare
- Guillaume Meloche-Charlebois - basse, chant
- Maxime Drouin - batterie

### Collaborateurs
- David Brunet
- Maxime Drouin
- Liu-Kong Ha
- Simon Blouin
- Gaële
- Jipé Dalpé
- Benoit Rochelot
- Jérémie Roy (contrebasse)
- Claude Champagne (réalisation, mixage, mastering)

## Vidéographie
- Trois — 2005
- Véronique — 2007
- À la plage — 2007
- C'est Noël — 2007
- Samedi — 2008
- L'été — 2008
- "À l'ombre" — 2009
- Ourse et Ciel — 2009
- -14 — 2010
- Nos Amis — 2010
- Manuel de Noël — 2011
- Météo — 2013
- Valérie Proulx - 2013